# 斯里兰卡宪法
《斯里兰卡民主社会主义共和国宪法》（羅馬化：Śrī Laṃkā āndukrama vyavasthāva，羅馬化：Ilaṅkai araciyalamaippiṉ）是斯里蘭卡的最高法律，1978年9月7日由斯里兰卡国民议会颁布，截至2022年10月，该宪法已正式修订了21次。
这部宪法是1948年锡兰成为自治領以来的第三部宪法，也是1972年更改国名成为共和国后的第二部宪法，取代了1972年斯里兰卡宪法。
这部宪法规定，斯里兰卡是一个自由、主权、独立和民主的社会主义共和国。

## 历史
1947年的索尔伯里宪法规定了锡兰的议会制政府、司法服务委员会和公共服务委员会。少数人权利受到该宪法第29（2）条的保护。总督（代表英国女王）、参议院和众议院行使立法权。众议院由101名成员组成，其中95名由普选产生，6名由总督提名。1959年划界委员会将议员总数增加到151人，任期为5年。1958年1月10日，所罗门·班达拉奈克政府成立了参议院和众议院联合专责委员会以修改宪法，但1959年5月23日议会宣示该委员会未能达成共识。1968年6月22日，达德利·森纳那亚克政府的修宪尝试同样失败。由30个成员组成的参议院（15个由众议院选出，15个由总督提名）于1971年10月2日废除。
西丽玛沃·班达拉奈克于1970年5月成为总理。她的联合阵线政府将议会作为制宪会议，起草了一部新的共和宪法，于1972年5月22日颁布。该宪法规定了一院制的国民议会，任期6年，主权完全归属该议会，内阁部长向国民议会负责。国家元首为任期4年的虚位总统，由总理委派。锡兰自此改名为斯里兰卡。
在1977年大选之前，统一国民党征求人民的授权以通过新宪法。成立了一个专门委员会审议修订现有宪法。新宪法于1978年9月7日颁布，规定建立一院制议会和行政总统，任期均为六年。宪法规定议会由196名成员组成（随后由宪法第十四修正案增加到225名），选举采比例代表制。宪法规定建立一个独立的司法机构，保障基本權，任何基本权利被侵犯者可吁求最高法院。规定设立一个议会申诉专员，负责调查对政府机构和国家官员的公共投诉，并予以昭雪。此外还规定了反叛逆法律，以及关于某些法案和国家重要事项的公民投票。

## 修正
斯里兰卡宪法的大多数条款可以在议会以三分之二多数支持予以修正。然而若要修改基本支柱，例如关于语言、宗教和斯里兰卡作为单一制国家的条款，则需要三分之二多数通过并在全国公民投票中获得批准。
最近的一次修正案于2022年10月21日通过，即斯里兰卡宪法第二十一修正案,该修正案废除了《宪法第二十修正案》，在一定程度上限制总统的行政权力，并赋予议会权力，使其代表公共利益。此外，旨在恢复独立委员会。宪法修正案赋予了总统一些权力，例如允许总统在议会选举两年半后解散议会。草案中提出的几项突出内容，包括限制斯里兰卡总统罢免总理和内阁的权力，已获得内阁批准。修正案草案因第 2 条和第 3 条等某些条款与宪法相抵触而在最高法院受到质疑。最高法院于2022年9月6日裁定，尽管需要议会三分之二多数票通过，但法案仍可通过，并敦促就法案中提到的一些特殊条款举行全民公投。